# Francesca Sanframondi
Francesca Sanframondi (... – febbraio 1369) è stata una nobile italiana.
Moglie di Pietro de Cadenet, era collaterale e ciambellana della Regina Giovanna I di Napoli. Secondo il Rotondi Francesca era figlia di Giovanni III, Conte di Cerreto Sannita dal 1285 al 1319 mentre secondo il Marrocco essa era sorella di Giovanni e figlia di Leonardo Sanframondi.
Nel 1369 fondò il Monastero delle Clarisse in Cerreto Sannita.